# Göttliche Liturgie des heiligen Johannes Chrysostomos
Die Göttliche Liturgie des heiligen Johannes Chrysostomos ist die am häufigsten gefeierte Göttliche Liturgie im Ritus der byzantinischen Kirchen. Die Chrysostomosliturgie hat ihren Namen von der Anaphora, die das Herzstück bildet und Johannes Chrysostomos zugeschrieben wird.

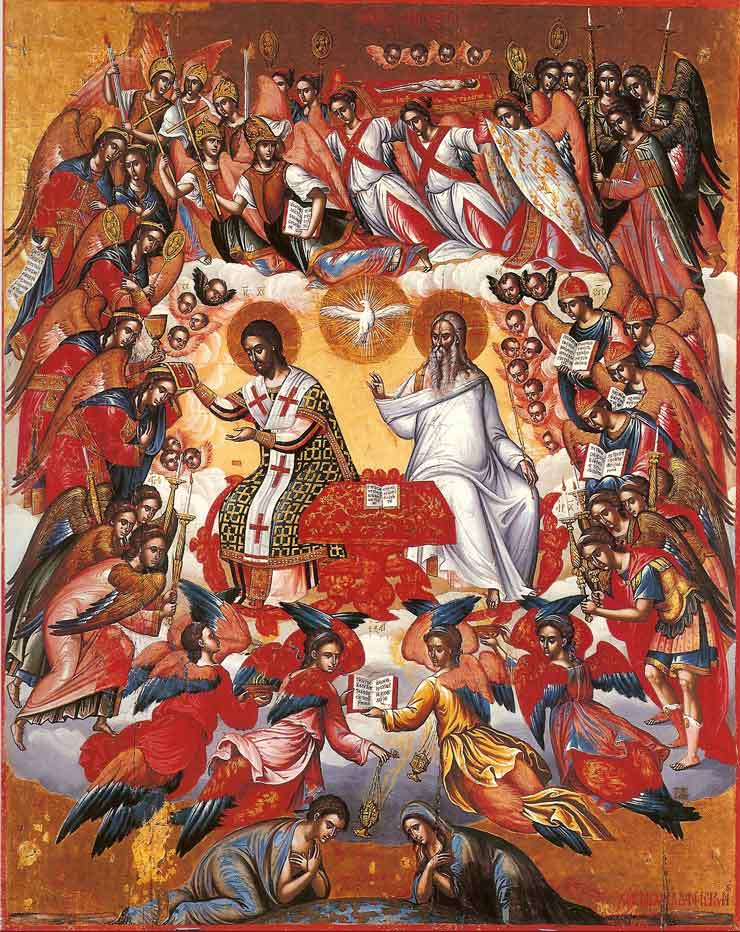
Himmlische Liturgie (Michail Damaskinos, Kretische Schule)

Sie ist sozusagen das orthodoxe Gegenstück zum katholischen Ordo missae im römischen Ritus.

## Geschichte
Die Liturgie des heiligen Johannes Chrysostomus geht auf die Arbeit der kappadokischen Väter zurück, um die Häresie zu bekämpfen und die trinitarische Theologie zu definieren. Es war wahrscheinlich diejenige Liturgie, die ursprünglich von der Theologischen Schule von Antiochia praktiziert wurde. Sie wurde daher wahrscheinlich aus dem westsyrischen Ritus entwickelt. In Konstantinopel wurde die Liturgie unter der Leitung des Patriarchen Johannes von Konstantinopel (398–404) verfeinert und verschönert. Sie war zur Liturgie der Großen Kirche geworden, der Liturgie der Hagia Sophia, und wurde im Laufe der Zeit zur gewöhnlichen Liturgie in den Kirchen des Byzantinischen Reiches. Die beiden Liturgien des  Johannes Chrysostomos und des Basilius wurden unter Justinian I. zur Regel.

## Vertonungen
Siehe Göttliche Liturgie des heiligen Johannes Chrysostomos (Begriffsklärung).